# Kustkaklav
Kustkaklav (Xanthoparmelia tinctina) är en lavart som först beskrevs av Maheu & A. Gillet, och fick sitt nu gällande namn av Hale. Kustkaklav ingår i släktet Xanthoparmelia och familjen Parmeliaceae.  Arten är reproducerande i Sverige. Inga underarter finns listade i Catalogue of Life.

## Bildgalleri

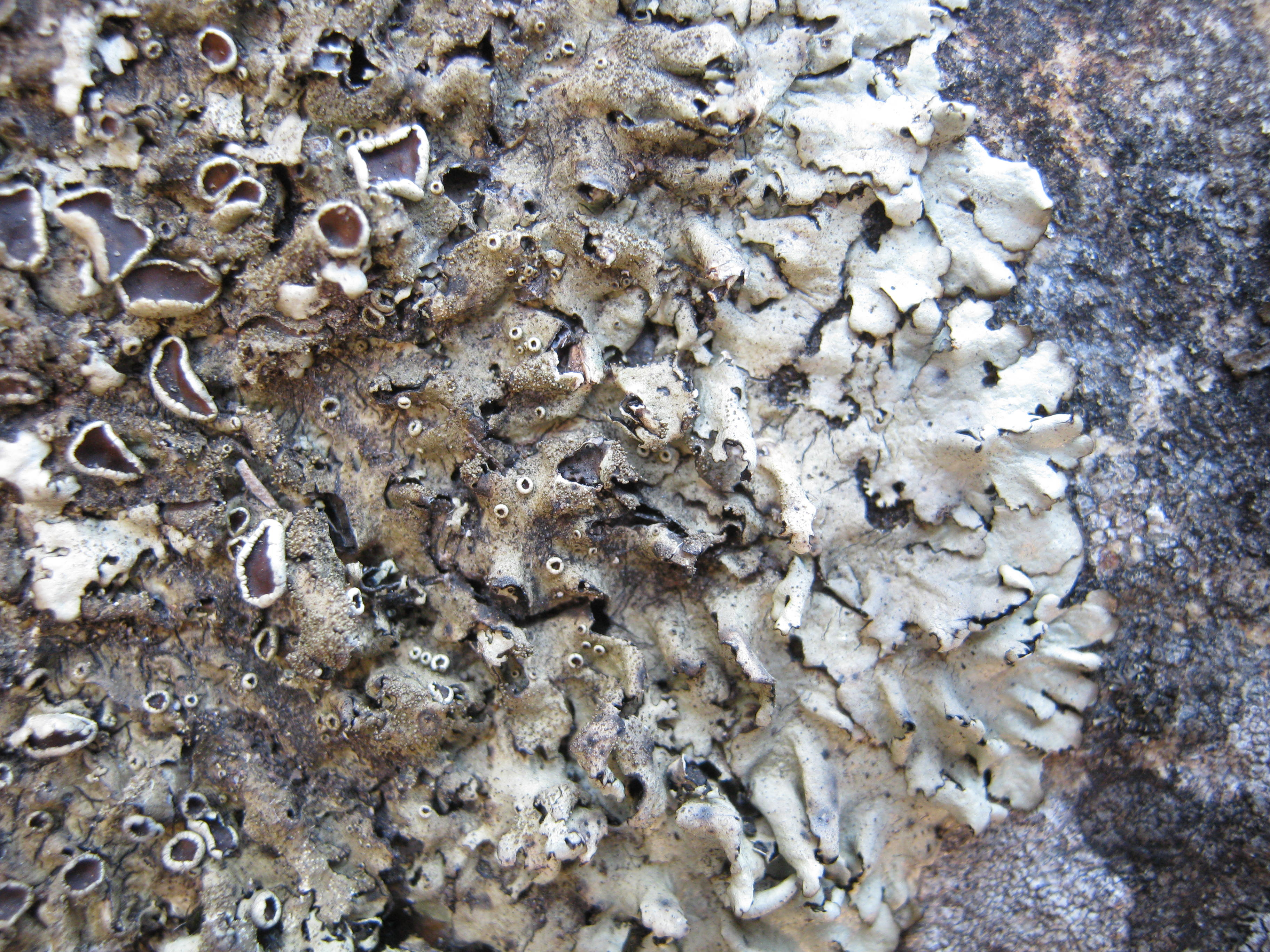